# Mèze
Mèze is een gemeente in het Franse departement Hérault (regio Occitanie). De gemeente telde 12.711 inwoners op 1 januari 2022. De plaats maakt deel uit van het arrondissement Montpellier.
Het is de oudste stad aan het Bassin de Thau, gesticht door de Feniciërs.

## Geschiedenis
Mogelijk al in de 8e eeuw v.Chr. stichtten de Feniciërs hier een nederzetting en in de 6e eeuw v.Chr. werd de haven gebouwd. Na de Feniciërs kwamen Grieken uit Phocaea (in Klein-Azië). Zij dreven niet alleen handel met de Keltische Volcae, maar deden ook aan visvangst, oesterteelt en zoutwinning. Zij introduceerden ook  de wijnbouw. Met de komst van de Romeinen werden de wijnbouw en de teelt van olijven nog belangrijker. In de oudheid lag Mèze nog aan de Middellandse Zee omdat de schoorwal toen nog bestond uit losse eilanden.

### Ancien régime
Na de invasies van de Germanen en de Saracenen leefde de stad weer op vanaf de 9e eeuw. Karel de Grote stond toe dat Spanjaarden zich vestigden in Mèze en Mèze werd een heerlijkheid in 844. In 1209 kwam de heerlijkheid in het bezit van de bisschoppen van Agde. In de 14e eeuw verwierf de stad vrijheden waaronder het recht jaarlijks consuls te kiezen. De economie van de stad steunde op de landbouw en de visserij, maar er was weinig handel. De 15e en de 16e eeuw brachten tegenspoed, met twee pestuitbraken en de Honderdjarige Oorlog. Tijdens de Hugenotenoorlogen werd het katholieke Mèze belegerd door een protestants leger. De stad kon inname verhinderen door het betalen van 1.500 pond. De 17e en 18e eeuw brachten opnieuw voorspoed. De handel via de haven en de economie bloeiden en naast visserij, scheepsbouw, kuiperijen en landbouw kwam het distilleren van eau de vie. Het Broederschap van boetelingen (Pénitents blancs) deed aan sociaal werk. Wel was er nog een pestuitbraak in 1630.

### Moderne tijd
In de 19e eeuw verdwenen de distilleerderijen door de concurrentie van de distilleerderij van Sète. En vanaf de jaren 1920 verdwenen ook de kuiperijen, die in de 19e eeuw tot 20% van de beroepsbevolking tewerkstelden.

## Geografie
De gemeente ligt aan het Étang de Thau, een lagunemeer van de Middellandse Zee. De oppervlakte van Mèze bedroeg op 1 januari 2022 34,59 vierkante kilometer; de bevolkingsdichtheid was toen 367,5 inwoners per km².
De onderstaande kaart toont de ligging van Mèze met de belangrijkste infrastructuur en aangrenzende gemeenten.

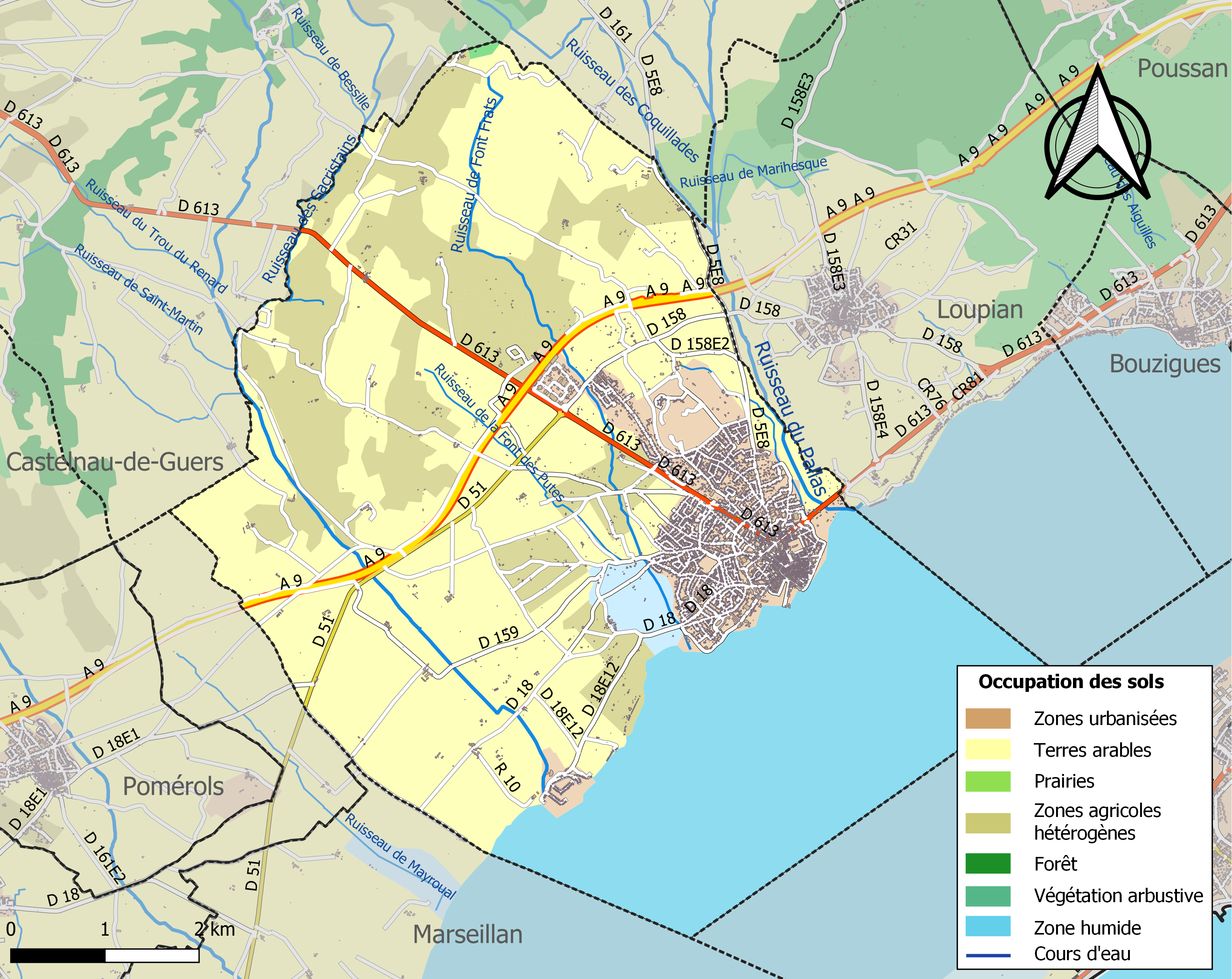

## Demografie
Onderstaande figuur toont het verloop van het inwonertal (bron: INSEE-tellingen).

## Bezienswaardigheden
Mèze heeft twee havens, waar zowel vissers- als plezierboten aanmeren: Port des Nacelles en Port de plaisance.
Mèze is ook de vindplaats van dinosaurusfossielen. Het opgraven hiervan gebeurt nog steeds. De opgravingen zijn te bezichtigen bij het 'Parc des Dinosaures'.
Bezienswaardigheden zijn verder:
- Kerk Saint-Hilaire, gotische kerk uit de 14e en 15e eeuw
- Voormalige kapel van de Pénitents blancs, 12e en 17e eeuw
- Château de Girard (17e eeuw), nu gemeentehuis
- Halles, markthal uit 1908

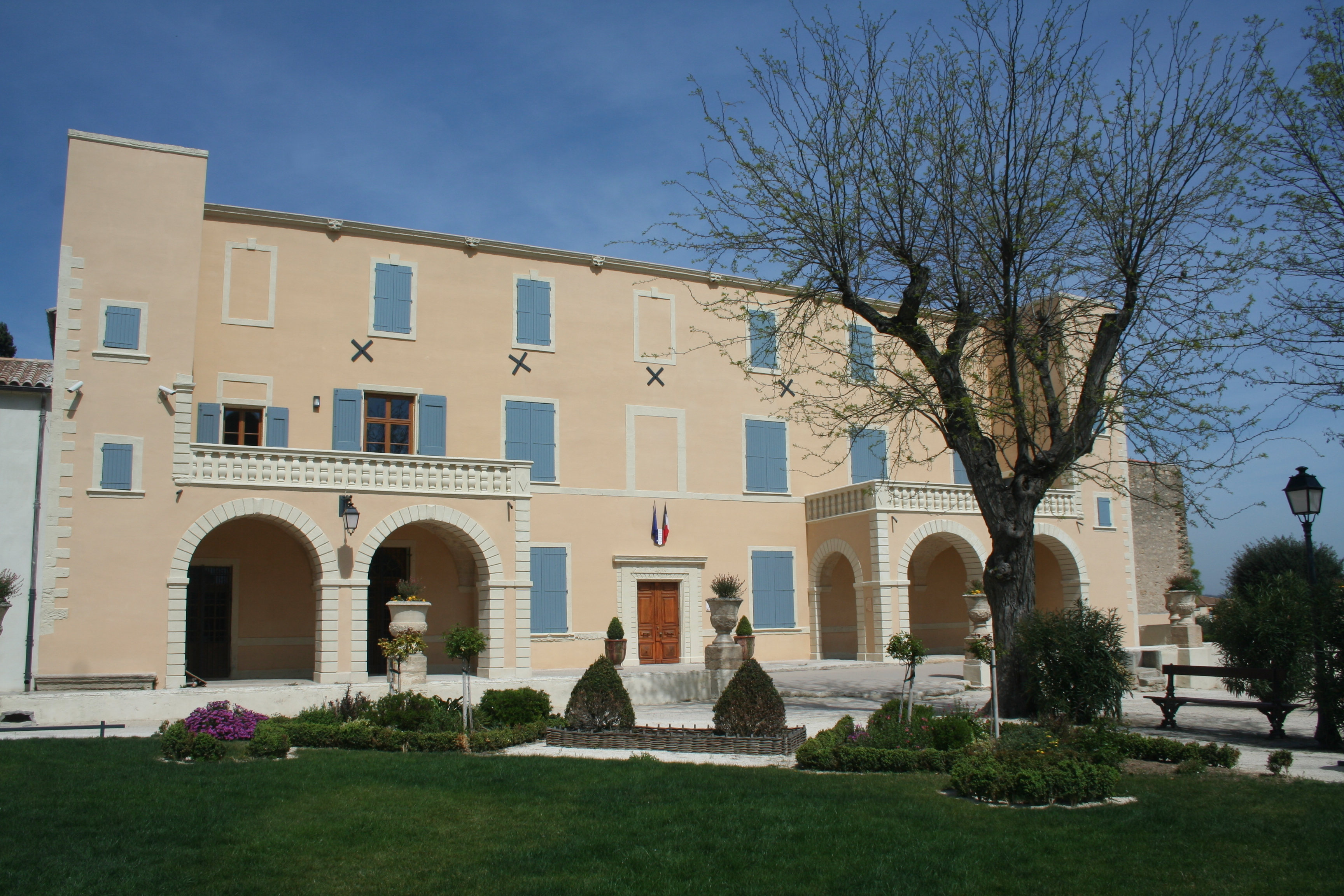
Château de Girard
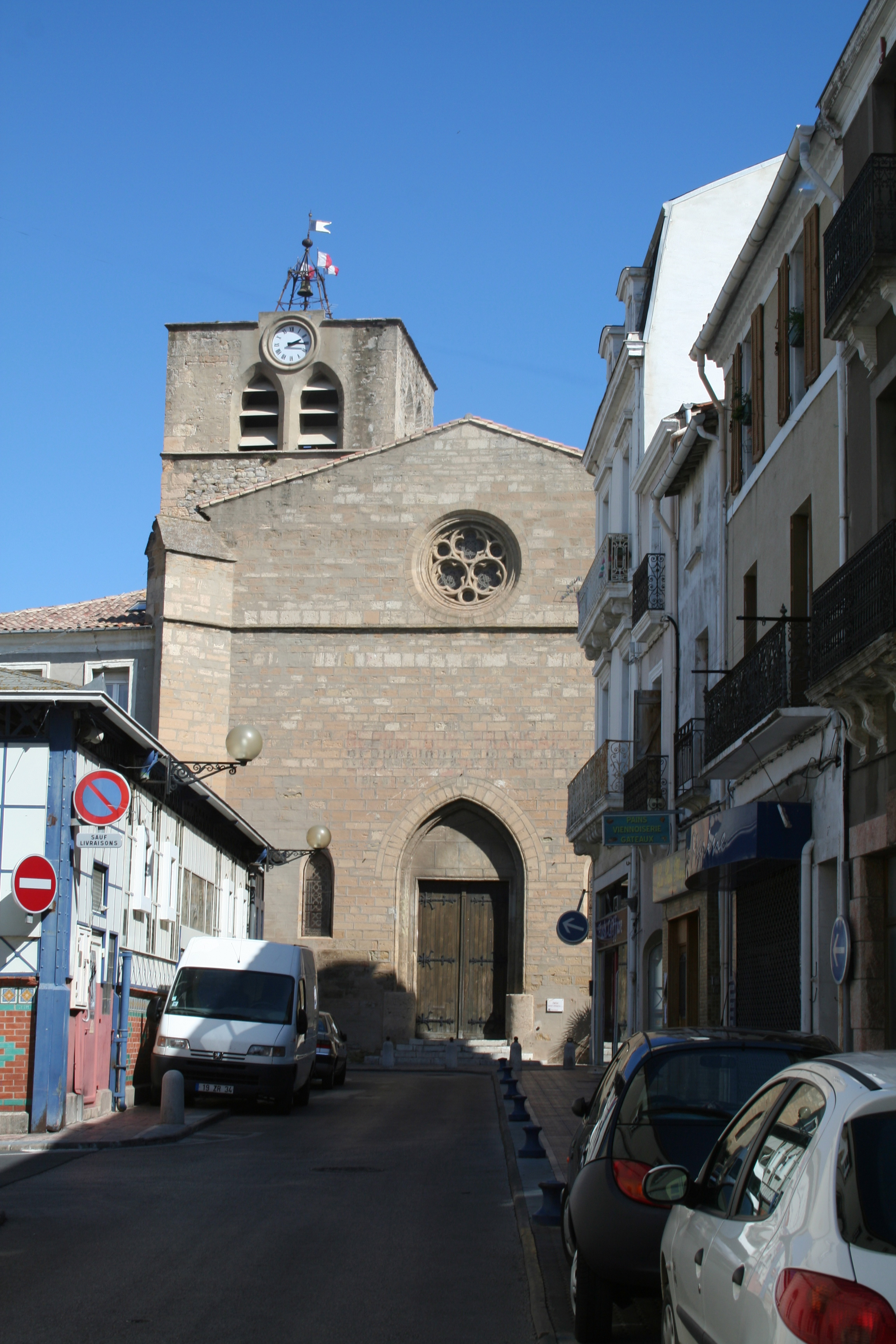
Kerk Saint-Hilaire
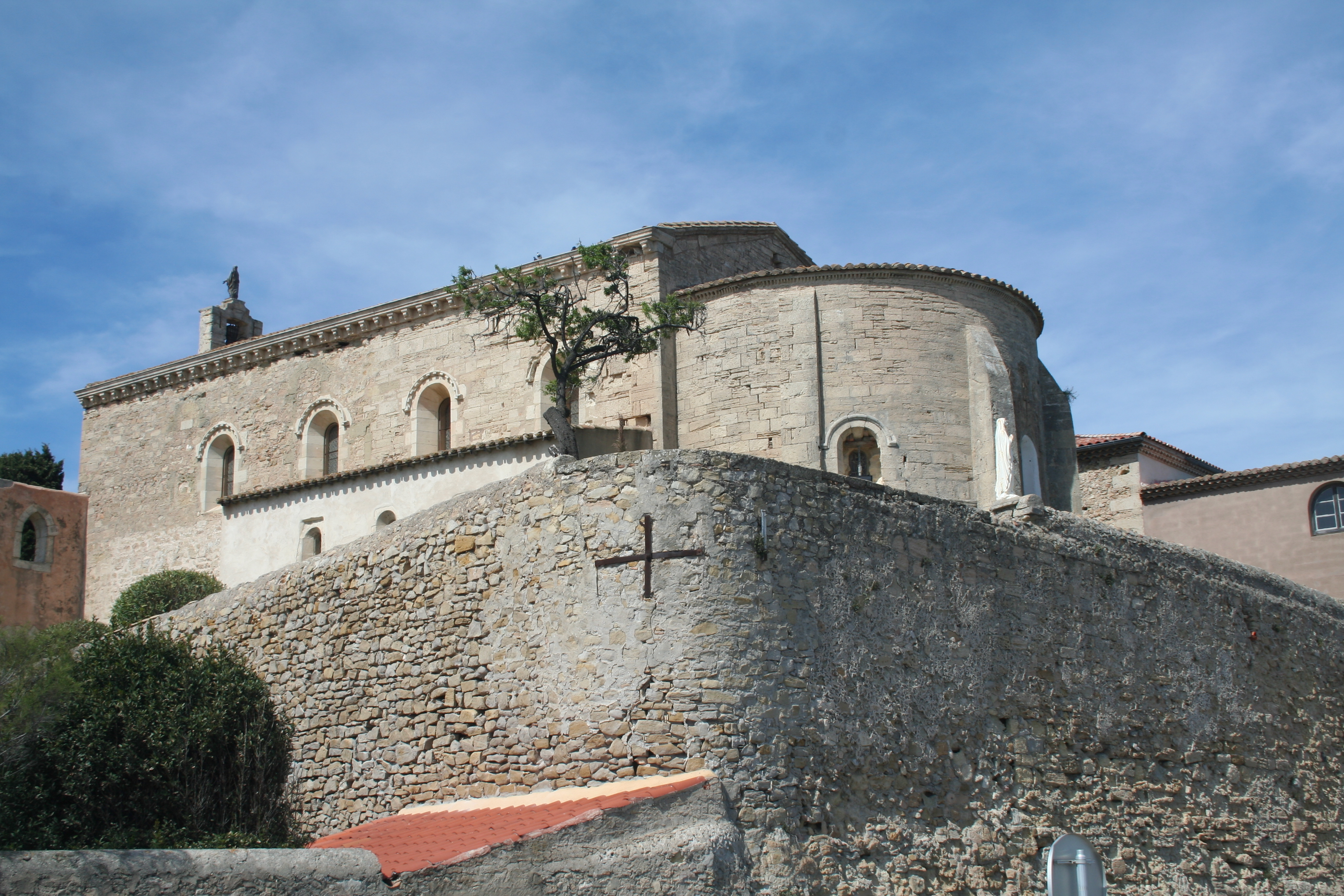
kapel van de Pénitents blancs en een deel van de voormalige stadsmuur
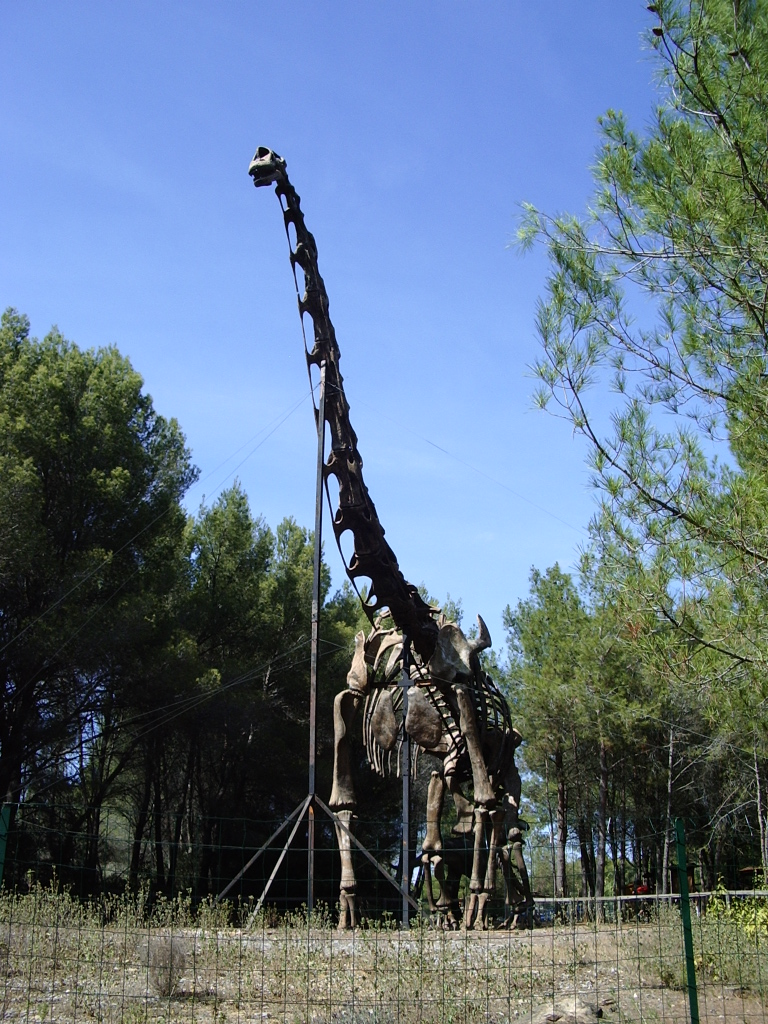
Parc des Dinosaures
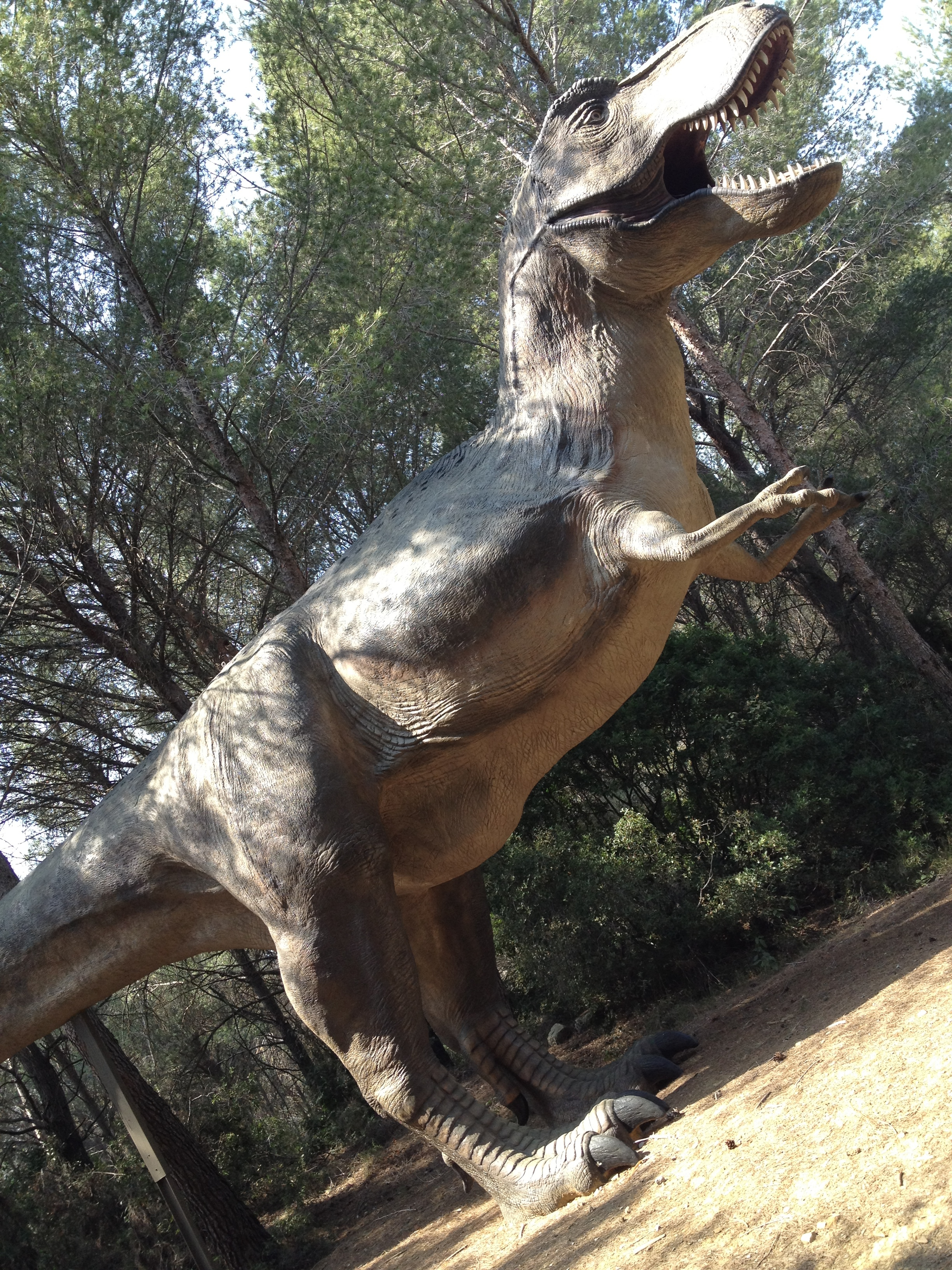
Parc des Dinosaures
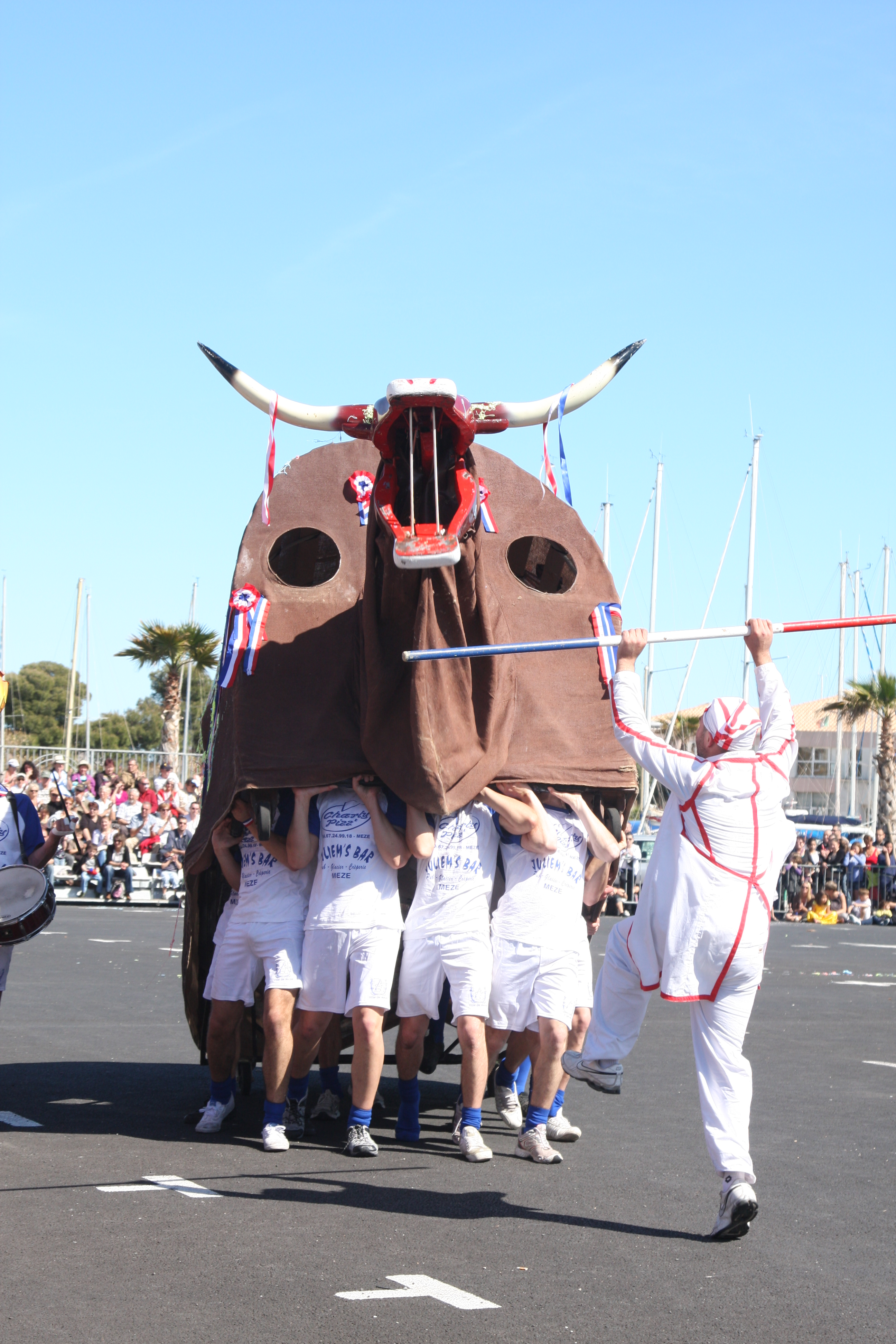
Le boeuf de Mèze, folklore
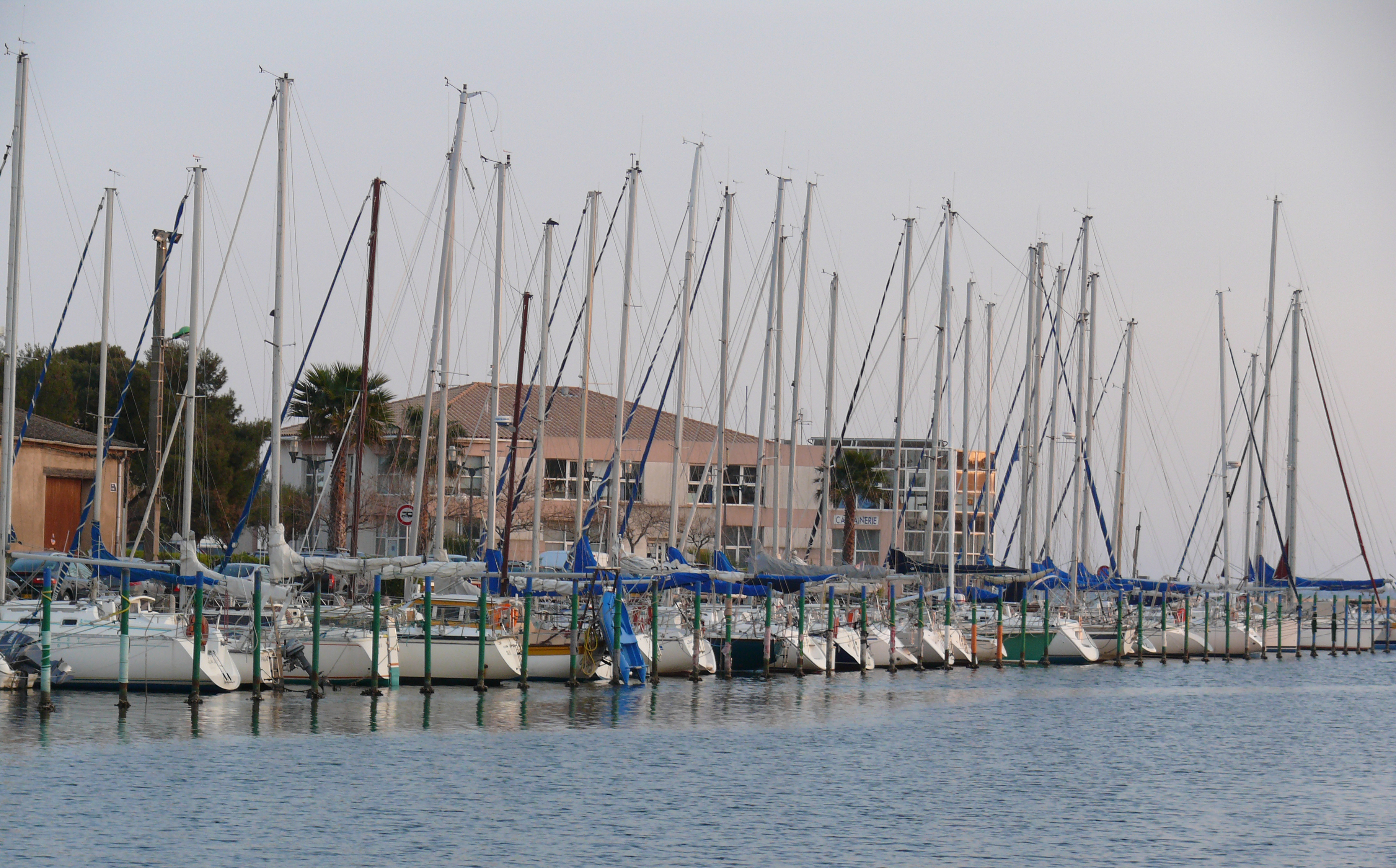
Haven
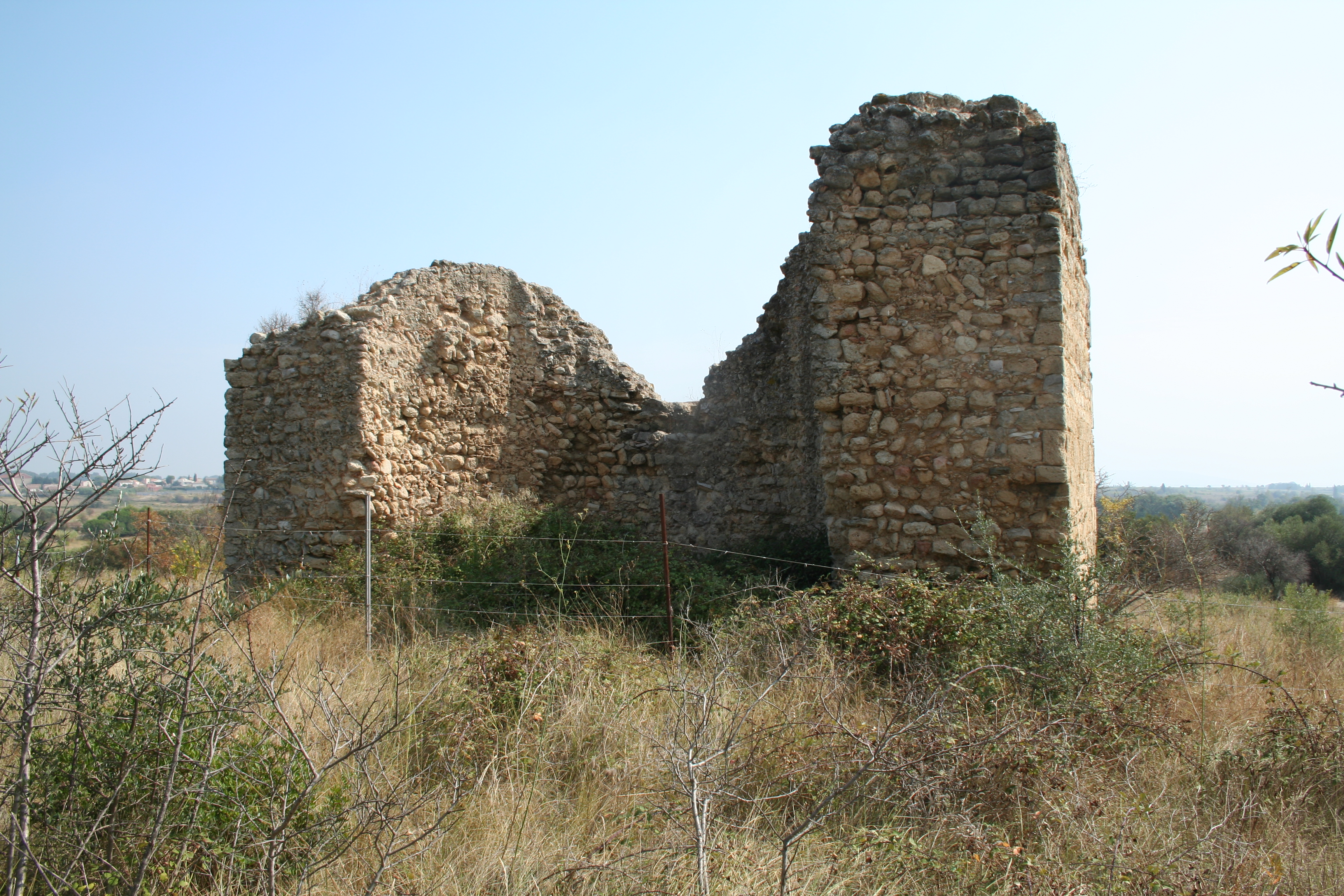
Kerkruïne Saint-Paul de Pallas